# Panhames
Os Panhames foram um grupo indígena, atualmente considerado extinto, que habitava no século XIX o Nordeste do estado brasileiro de Minas Gerais. Eram também chamados genericamente de botocudos, ainda que vivessem em guerra com os verdadeiros botocudos.